# Три Галки (герб)
Три Галки (Борх, Три  ворона) (пол. Trzy Kawki ) — дворянский герб.

## Описание
В серебряном поле три чëрные галки, две сверху, одна снизу, в навершии шлема такая же галка между орлиными крыльями, правом — белого, левом — чëрного цвета.
Намет чëрный с серебряным подбоем.
Встречается графский герб Борх, видоизменëнный в центре поля.

## Герб используют
- Теодор, епископ познанский
- Иоанн Андрей фон Борх, канцлер великий коронный (с 1780).
- Борх